# Lepiorsillus tekapoensis
Lepiorsillus tekapoensis är en insektsart som beskrevs av Mali B. Malipatil 1979. Lepiorsillus tekapoensis ingår i släktet Lepiorsillus och familjen fröskinnbaggar. Inga underarter finns listade i Catalogue of Life.